# Szpital Wojewódzki w Poznaniu
Szpital Wojewódzki w Poznaniu (dawniej: Wojewódzki Szpital Zespolony) – modernistyczne, rozległe założenie szpitalne, zlokalizowane w Poznaniu na Winiarach, przy ul. Juraszów 7/19, w sąsiedztwie Wielkopolskiego Centrum Pediatrii oraz (nieco dalej) Szpitala MSWiA.

## Inspiracja
Źródłami inspiracji dla architektów budujących obiekt były m.in. Szpital Miejski we Frankfurcie nad Menem (Klinikum Frankfurt Höchst), szpital w Leverkusen, czy klinika położnicza w São Paulo. W fazie projektowej Henryk Marcinkowski konsultował się z wybitnymi lekarzami, m.in. Wiktorem Degą, Romanem Drewsem, Witoldem Michałkiewiczem, czy Józefem Chmielem, a także uczestniczył w zjazdach Polskiego Towarzystwa Szpitalnictwa.

## Charakterystyka
Cały rejon między ulicami Juraszów, Witosa, Alejami Solidarności i Dojazdem, w początku lat 60. XX wieku zarezerwowano pod wielki kompleks szpitali różnych specjalizacji. Program tego obszaru został zatwierdzony przez Ministerstwo Zdrowia w 1963. Autorami koncepcji byli: Henryk Marcinkowski, Bohdan Celichowski, Jerzy Wciórko i Maria Waschko (Miastoprojekt Poznań). Miał to być samowystarczalny kompleks ze wspólnymi, skoncentrowanymi usługami (np. pralnia, kuchnia).
Jako pierwszy zrealizowano Szpital Ogólny miasta Poznania, czyli obecny Wojewódzki. Powstał w pracowni Henryka Marcinkowskiego. Zbudowany w latach 1966–1972. Oparto go na radykalnych koncepcjach modernistycznych, według których szpital miał stać się centrum zdrowia, a jego funkcje miały daleko wykraczać poza lecznictwo – w obszary zapobiegania i środowisko społeczne pacjentów. Budynek powstał z prefabrykatów betonowych i ma 700 łóżek. Składa się z dwóch prostopadłościanów (3 i 8 kondygnacji) oraz rotundy, zwartych łącznikiem poprzecznym. Całość otoczona jest parkiem z alejami spacerowymi, z rozsianymi weń licznymi budynkami towarzyszącymi. Wjazd podkreśla modernistyczna żelbetowa brama z fosą. W 2010 szpital przeszedł znaczącą modernizację, w wyniku której oddano do użytku nowy blok operacyjny (osiem specjalizowanych sal operacyjnych i osiem łóżek na oddziale OIOM).
Lotnisko posiada lądowisko dla helikopterów, które w roku 2011 zostało kompletnie przebudowane i dostosowane do wymogów bezpieczeństwa.
W czerwcu 2018 otwarto przy szpitalu Zakład Opieki Leczniczej w osobnym, nowym budynku.

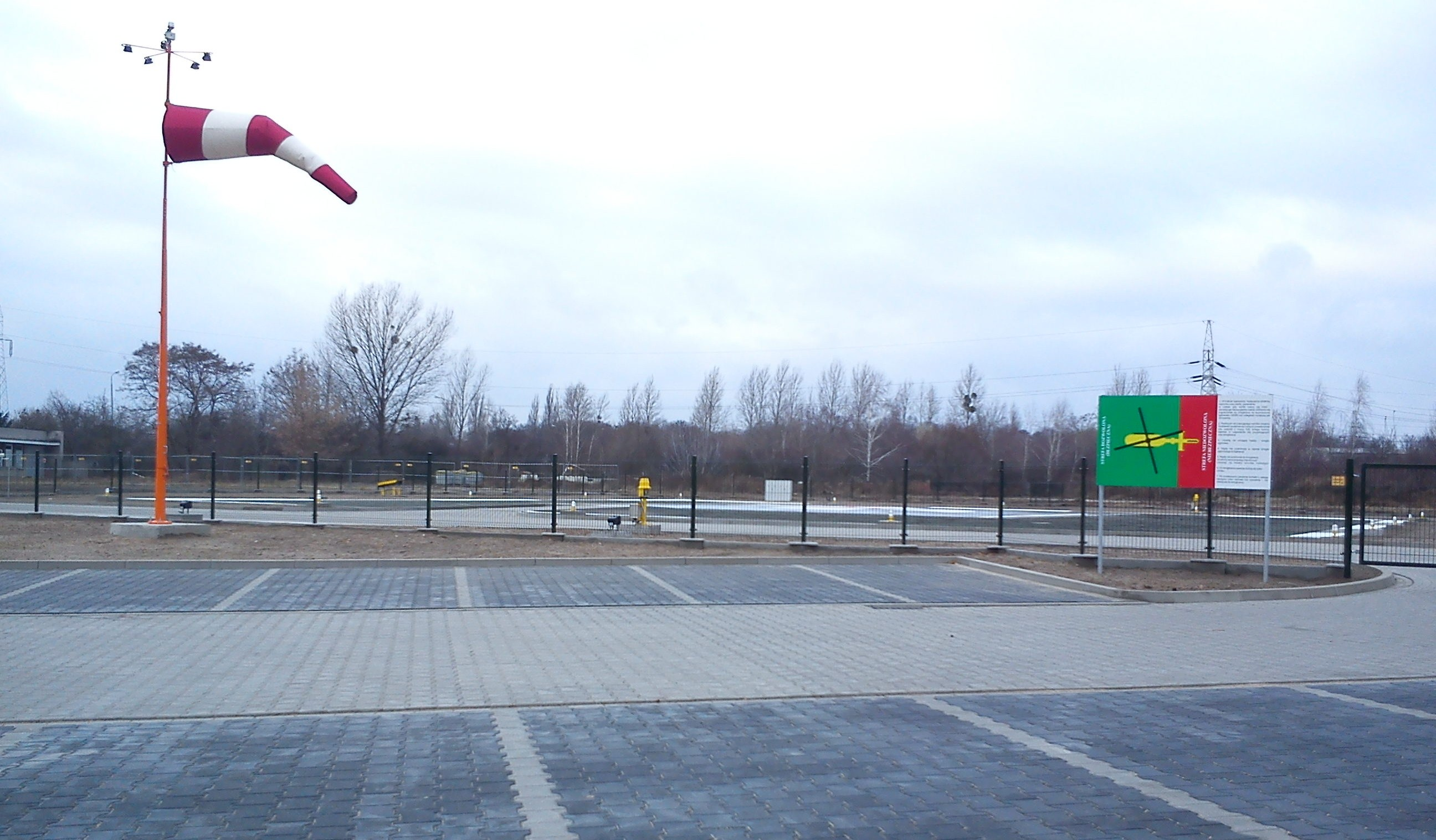
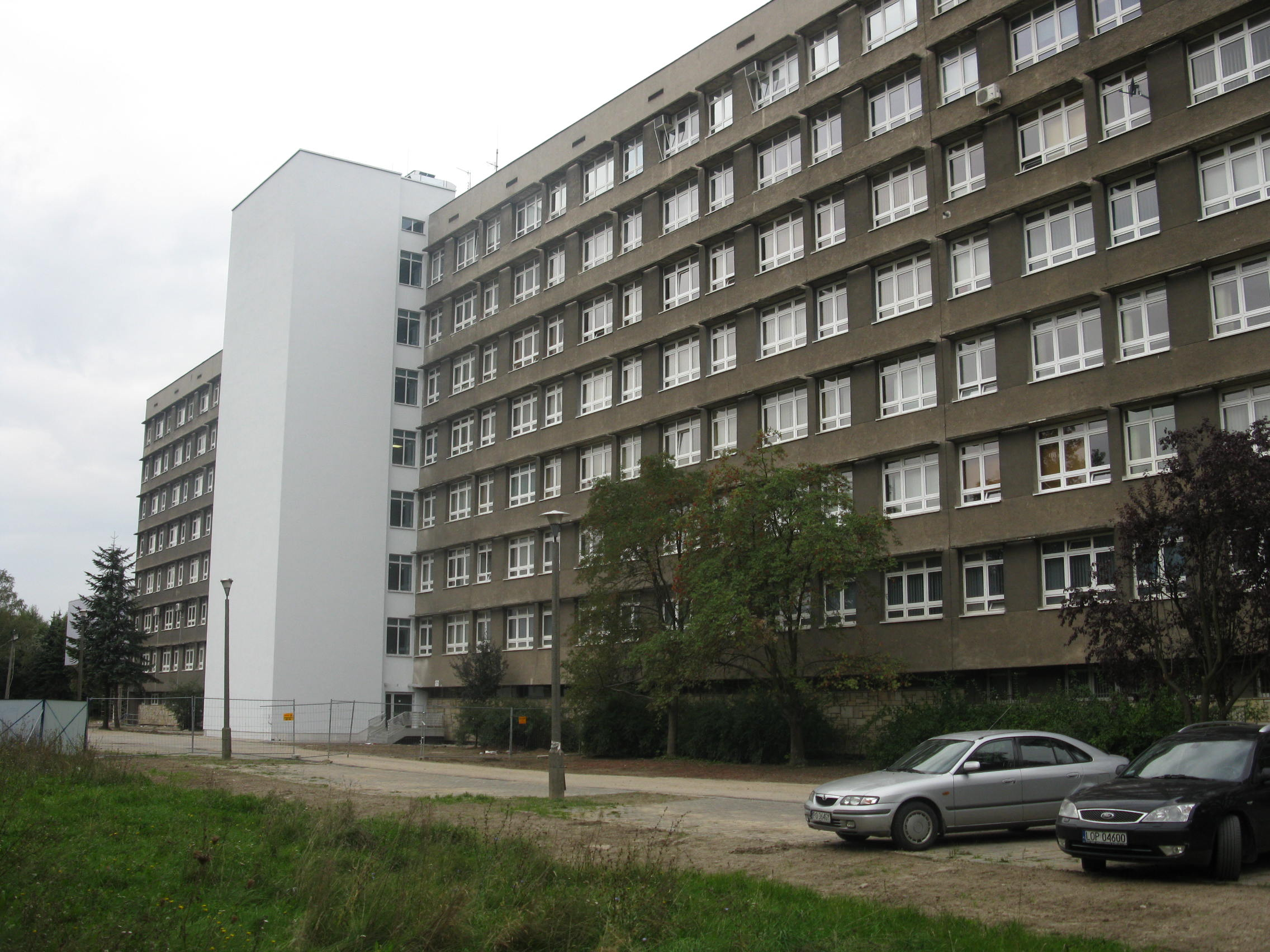
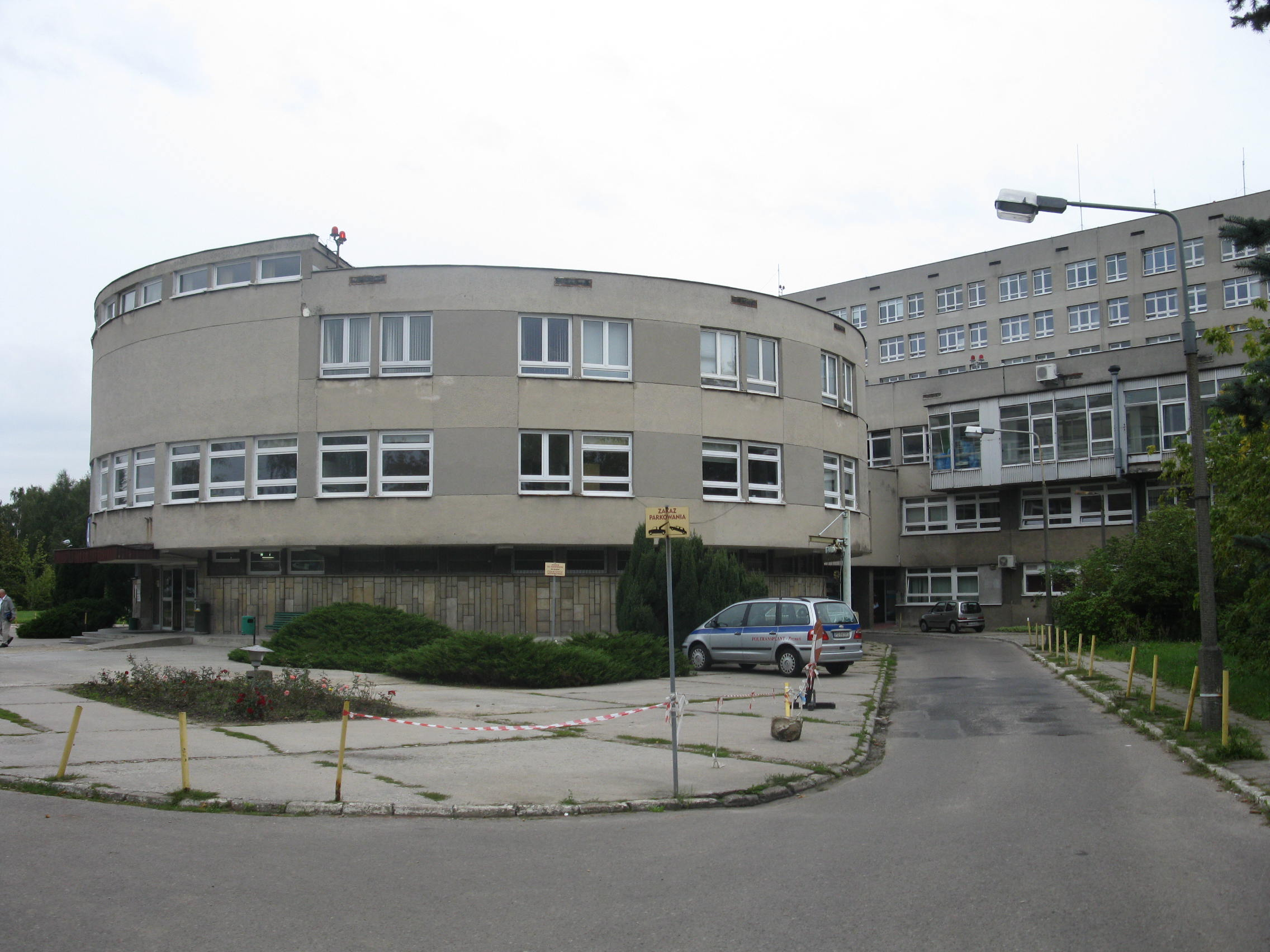
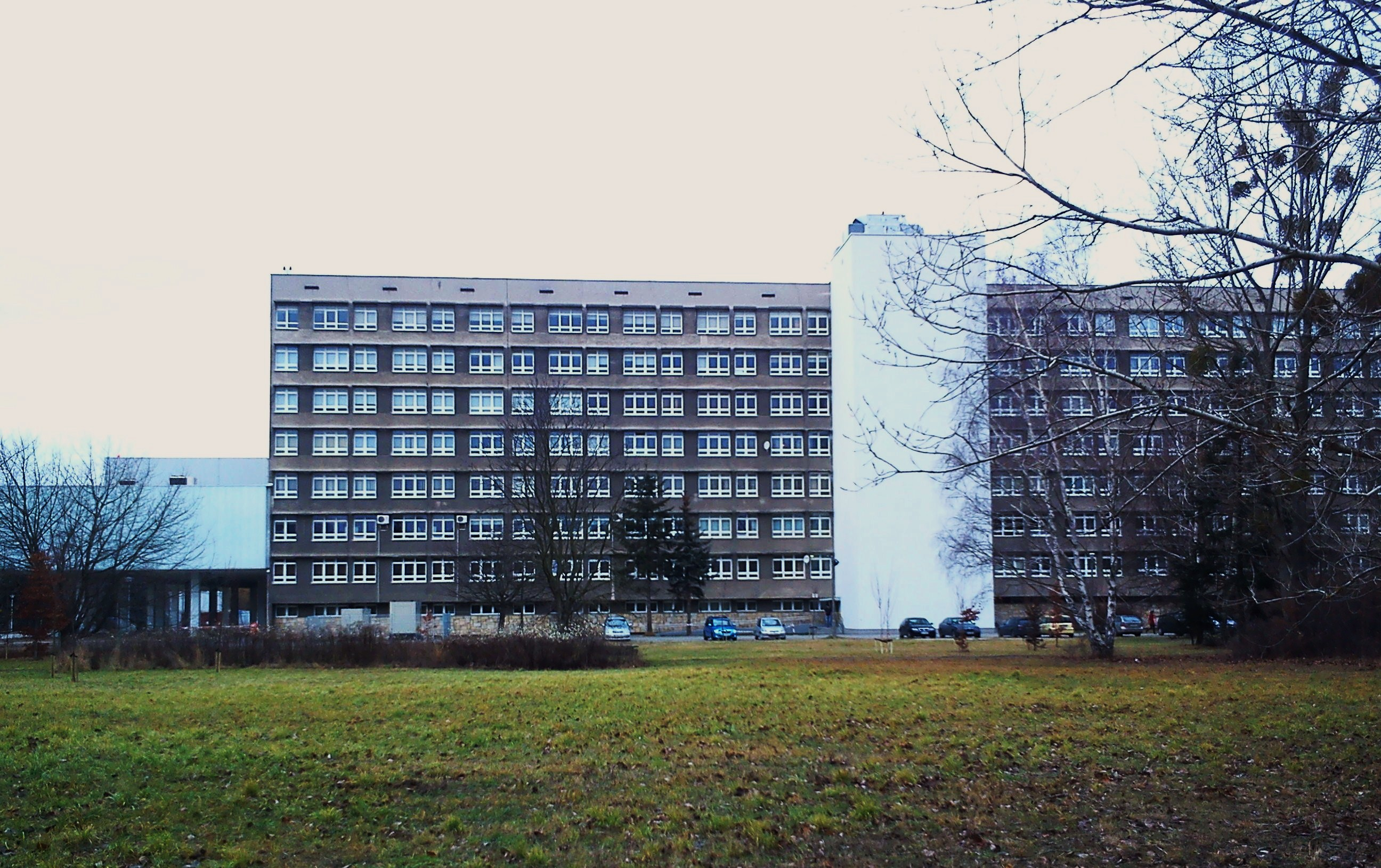

## Kaplice
Na terenie szpitala znajdują się dwie kaplice. Jedna z nich istnieje w podziemiach budynku głównego. Drugą otwarto w 2018 wraz z Zakładem Opieki Leczniczej pod wezwaniem św. Bernadety Soubirous (poświęcił ją arcybiskup Stanisław Gądecki). Wystrój tej kaplicy ma przypominać grotę w Lourdes. 